# James Vann Johnston
James Vann Johnston (ur. 16 października 1959 w Knoxville, Tennessee) – amerykański duchowny katolicki, biskup Kansas City-Saint Joseph w metropolii St. Louis od 2015.

## Życiorys
W roku 1982 ukończył University of Tennessee uzyskując dyplom z elektrotechniki. Pracował następnie do 1985 jako inżynier w Houston w Teksasie. Postanowił jednak porzucić pracę zawodową i wstąpić do seminarium duchownego w St. Meinrad. Święcenia kapłańskie otrzymał 9 czerwca 1990 i został kapłanem rodzinnej diecezji Knoxville. W roku 1996 uzyskał licencjat z prawa kanonicznego na Katolickim Uniwersytecie Ameryki w Waszyngtonie. Po powrocie ze studiów został kanclerzem i moderatorem kurii diecezjalnej, a także proboszczem w Alcoa. Wszystkie te obowiązki wykonywał do 2007 roku.
24 stycznia 2008 otrzymał nominację na ordynariusza Springfield-Cape Girardeau w południowej części stanu Missouri. Sakry udzielił mu przyszły kardynał Raymond Leo Burke.
15 września 2015 papież Franciszek mianował go biskupem Kansas City-Saint Joseph. Ingres odbył się 4 listopada 2015.